# Joe Dowell
Joe Dowell (Bloomington, 23 gennaio 1940 – Bloomington, 4 febbraio 2016) è stato un cantante statunitense.

## Biografia
Nacque a Bloomington in Indiana, ma si trasferì con la famiglia a Bloomington in Illinois nella prima infanzia. Iniziò ad esibirsi in un talent show e successivamente frequentò l'Università dell'Illinois. Alla sua prima incisione (con l'organista Ray Stevens) cantò "Wooden Heart", che era stato un successo di Elvis Presley in Europa, ma che non era mai stato pubblicato come singolo a sé stante negli Stati Uniti. 
"Wooden Heart", il primo singolo pubblicato dalla Smash Records, balzò al numero 1 del Billboard Hot 100 nel 1961. Vendette più di un milione di copie ed ottenne il disco d'oro. Sull'onda del successo, Dowell pensò di divenire un cantautore, ma a seguito di obblighi contrattuali, dovette cantare canzoni proposte dalla sua etichetta discografica, Mercury Records. Ottenne altri due successi, "The Bridge of Love" (US numero 50) e "Little Red Rented Rowboat" (US numero 23), ma dopo alcuni dissapori con i manager della sua etichetta discografica non gli fu rinnovato il contratto. Dowell passò quindi a lavorare nella pubblicità radio, e divenne un portavoce per alcune banche.
Bear Family Records pubblicò vecchie incisioni di Dowell nel corso del primo decennio del XXI secolo.